# Hamlin, West Virginia
Hamlin är administrativ huvudort i Lincoln County i West Virginia i USA. Enligt 2010 års folkräkning hade Hamlin 1 142 invånare.